# 薩維多瓦 (喬爾特基夫區)
48°52′16″N 25°43′42″E / 48.87111°N 25.72833°E
薩維多瓦（烏克蘭語：Свидова），是烏克蘭的村落，位於該國西部捷爾諾波爾州，由喬爾特基夫區負責管轄，始建於1939年，面積4.83平方公里，2014年人口1,047，人口密度每平方公里245.8人。

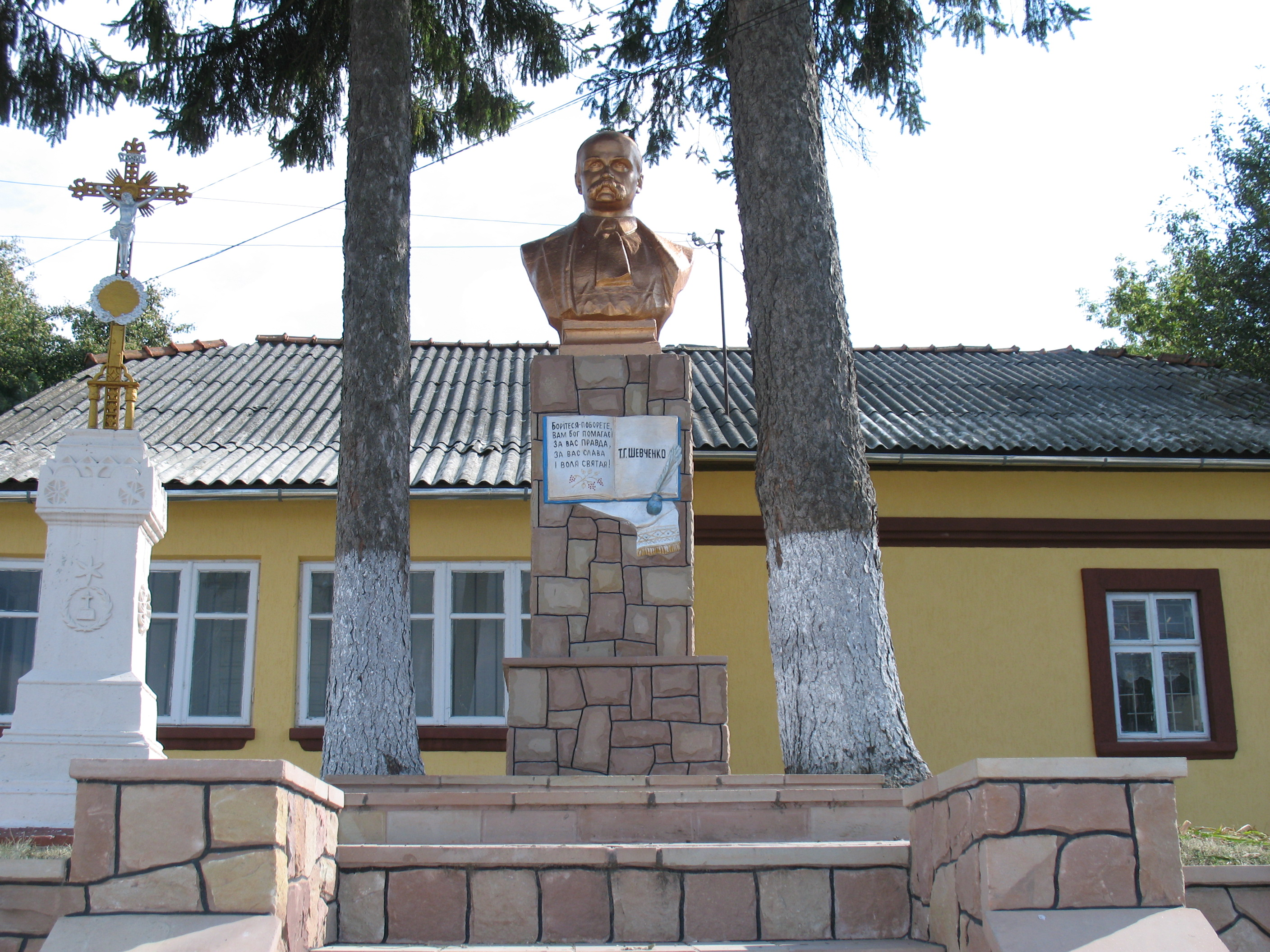